# Demonstrationes Plantarum in Horto Upsaliensi
Demonstrationes Plantarum in Horto Upsaliensi (abreviado Demonstr. Pl.) es un libro con ilustraciones y descripciones botánicas que fue escrito por el científico, naturalista, botánico y zoólogo sueco Carlos Linneo y publicado en Upsala en el año 1753 con el nombre de Demonstrationes Plantarum in Horto Upsaliensi 1753, quas ... Praeside ... Carolo Linnaeo ... die 111. octobri. MDCCLII ... proponit Johannes Christ. Hojer, etc. Upsaliæ.